# روبن هيكتور سوسا
روبن هيكتور سوسا (بالإسبانية: Rubén Héctor Sosa)‏ مواليد 14 نوفمبر 1936 في الأرجنتين - الوفاة 13 سبتمبر 2008، كان لاعب كرة قدم أرجنتيني كان يلعب كمهاجم. سبق له أن لعب في كأس العالم لكرة القدم مع منتخب بلاده.

## المسيرة الاحترافية

### أندية لعب لها
- نادي راسينغ
- ناسيونال مونتيفيديو

## روابط خارجية
- روبن هيكتور سوسا على موقع الاتحاد الدولي (مؤرشف)  (الإنجليزية)
- روبن هيكتور سوسا على موقع قاعدة بيانات كرة القدم.إي يو (الإنجليزية)
- روبن هيكتور سوسا على موقع ناشيونال فوتبول تيمز (الإنجليزية)
- روبن هيكتور سوسا على موقع عالم كرة القدم.نت (الإنجليزية)